# Élections législatives de 1973 en Lozère
Les élections législatives françaises de 1973 se déroulent les 4 et 11 mars 1973. Dans le département de la Lozère, deux députés sont à élire dans le cadre de deux circonscriptions.

## Élus
| Circonscription | Député sortant      | Parti | Parti | Député élu ou réélu | Parti | Parti |
| --------------- | ------------------- | ----- | ----- | ------------------- | ----- | ----- |
| 1re             | Pierre Couderc      |       | RI    | Pierre Couderc      |       | RI    |
| 2e              | Charles de Chambrun |       | UDR   | Jacques Blanc       |       | RI    |

## Résultats

### Résultats à l'échelle du département
| Parti                 | Parti                                   | Premier tour | Premier tour | Second tour | Second tour | Sièges |
| Parti                 | Parti                                   | Voix         | %            | Voix        | %           | Sièges |
| --------------------- | --------------------------------------- | ------------ | ------------ | ----------- | ----------- | ------ |
|                       | Républicains indépendants               | 17 407       | 43,17        | 9 520       | 42,52       | 2      |
|                       | Centre démocratie et progrès            | 4 163        | 10,33        | 6 046       | 27          | 0      |
|                       | Divers droite                           | 5 892        | 14,61        | Retrait     | Retrait     | 0      |
|                       | Union des démocrates pour la République | 3 496        | 8,67         |             |             | 0      |
|                       | Union des républicains de progrès       | 30 958       | 76,78        | 15 566      | 69,52       | 2      |
|                       |                                         |              |              |             |             |        |
|                       | Parti socialiste                        | 5 585        | 13,85        | 6 824       | 30,48       | 0      |
|                       | Parti communiste français               | 3 776        | 9,37         |             |             | 0      |
|                       | Union de la gauche                      | 9 361        | 23,22        | 6 824       | 30,48       | 0      |
|                       |                                         |              |              |             |             |        |
| Inscrits              | Inscrits                                | 52 897       | 100,00       | 28 984      | 100,00      | 2      |
| Abstentions           | Abstentions                             | 11 786       | 22,28        | 6 332       | 21,85       |        |
| Votants               | Votants                                 | 41 111       | 77,72        | 22 652      | 78,15       |        |
| Blancs et nuls        | Blancs et nuls                          | 792          | 1,93         | 262         | 1,16        |        |
| Exprimés              | Exprimés                                | 40 319       | 98,07        | 22 390      | 98,84       |        |
| Source : Data.gouv.fr |                                         |              |              |             |             |        |

### Résultats par circonscription

#### Première circonscription (Mende)
| Candidat       | Candidat                     | Parti          | Premier tour | Premier tour | Second tour | Second tour |  |
| Candidat       | Candidat                     | Parti          | Voix         | %            | Voix        | %           |  |
| -------------- | ---------------------------- | -------------- | ------------ | ------------ | ----------- | ----------- |  |
|                | Pierre Couderc sortant réélu | RI (URP)       | 7 434        | 34,53        | 9 520       | 42,52       |  |
|                | Adrien Durand                | CDP            | 4 163        | 19,34        | 6 046       | 27          |  |
|                | Jean Massador                | PS (UGSD)      | 3 962        | 18,41        | 6 824       | 30,48       |  |
|                | Henri Trémolet de Villers    | Divers droite  | 3 466        | 16,1         | Retrait     | Retrait     |  |
|                | Marcel Brès                  | PCF            | 2 501        | 11,62        |             |             |  |
|                |                              |                |              |              |             |             |  |
| Inscrits       | Inscrits                     | Inscrits       | 28 988       | 100,00       | 28 984      | 100,00      |  |
| Abstentions    | Abstentions                  | Abstentions    | 7 067        | 24,38        | 6 332       | 21,85       |  |
| Votants        | Votants                      | Votants        | 21 921       | 75,62        | 22 652      | 78,15       |  |
| Blancs et nuls | Blancs et nuls               | Blancs et nuls | 395          | 1,8          | 262         | 1,16        |  |
| Exprimés       | Exprimés                     | Exprimés       | 21 526       | 98,2         | 22 390      | 98,84       |  |

#### Deuxième circonscription (Marvejols)
|                | Jacques Blanc élu           | RI (URP)       | 9 973  | 53,07  |  |  |  |
|                | Charles de Chambrun sortant | UDR            | 3 496  | 18,6   |  |  |  |
|                | Victor Gouton               | Divers droite  | 2 426  | 12,91  |  |  |  |
|                | Roger Durand                | PS (UGSD)      | 1 623  | 8,64   |  |  |  |
|                | Guy Galvier                 | PCF            | 1 275  | 6,78   |  |  |  |
|                |                             |                |        |        |  |  |  |
| Inscrits       | Inscrits                    | Inscrits       | 23 909 | 100,00 |  |  |  |
| Abstentions    | Abstentions                 | Abstentions    | 4 719  | 19,74  |  |  |  |
| Votants        | Votants                     | Votants        | 19 190 | 80,26  |  |  |  |
| Blancs et nuls | Blancs et nuls              | Blancs et nuls | 397    | 2,07   |  |  |  |
| Exprimés       | Exprimés                    | Exprimés       | 18 793 | 97,93  |  |  |  |